# Horace Vernet

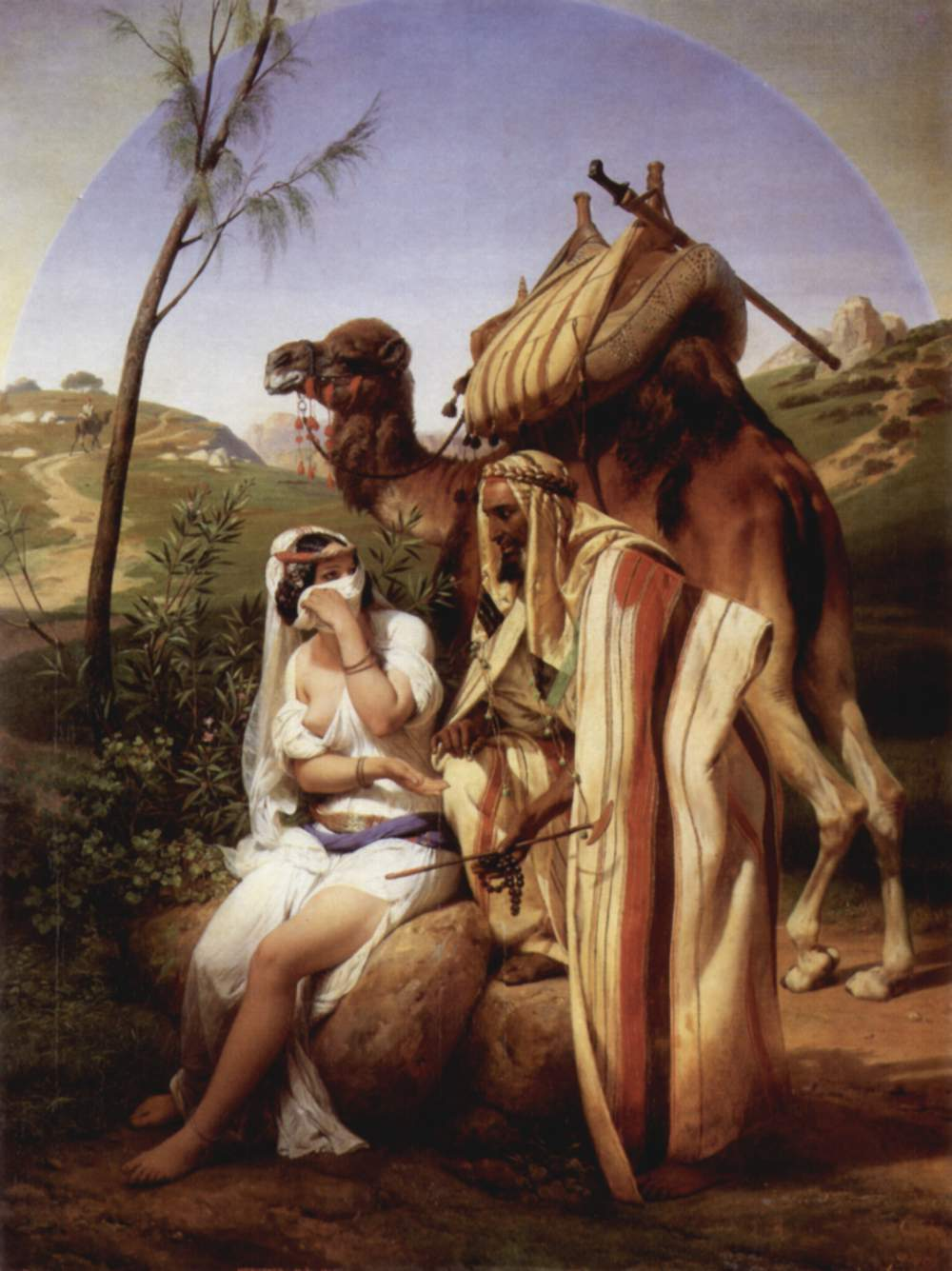
Juda en Tamar (1840). De Bijbelse verleidingsscène van Genesis 38:16.

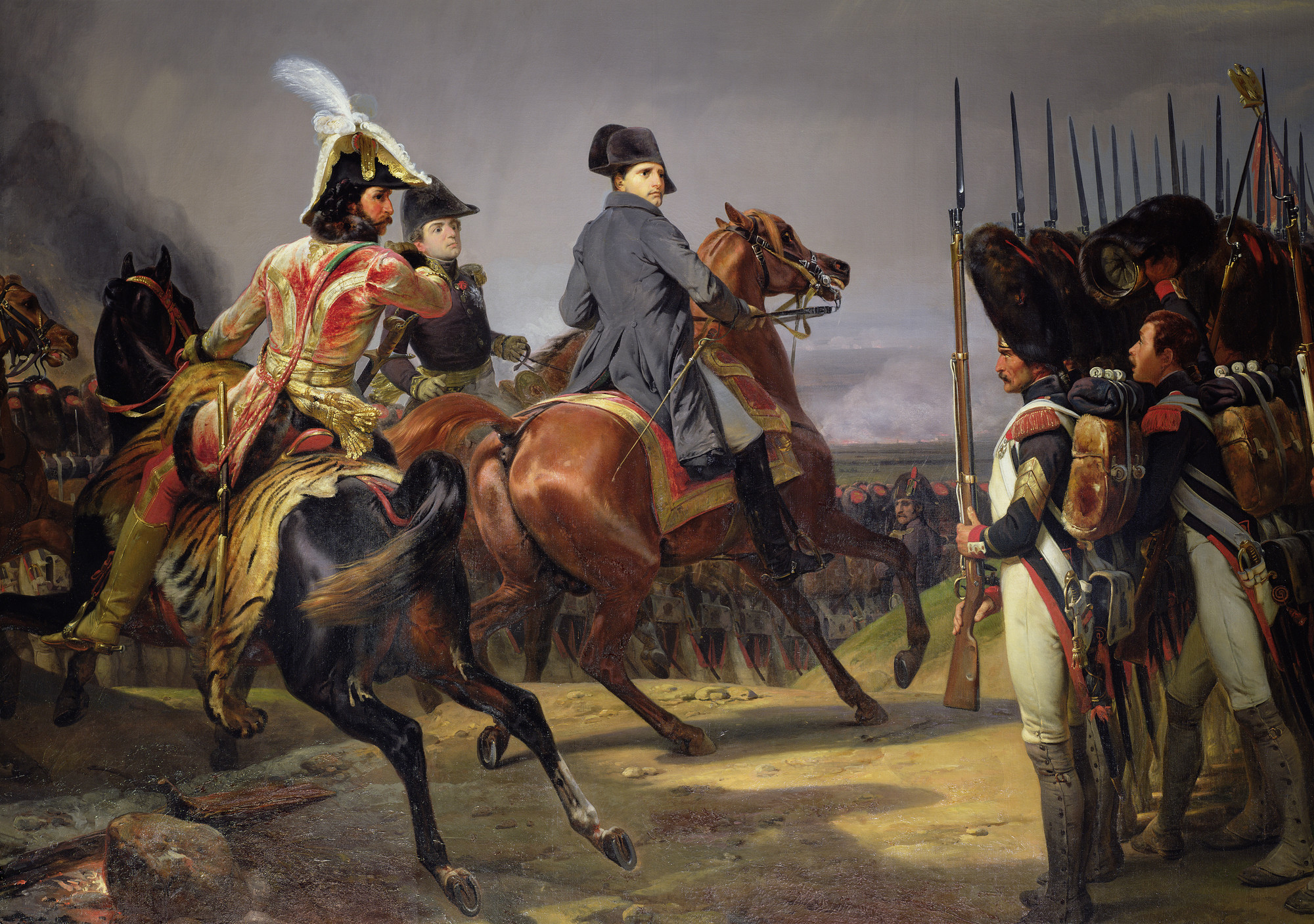
De slag bij Jena (1836)

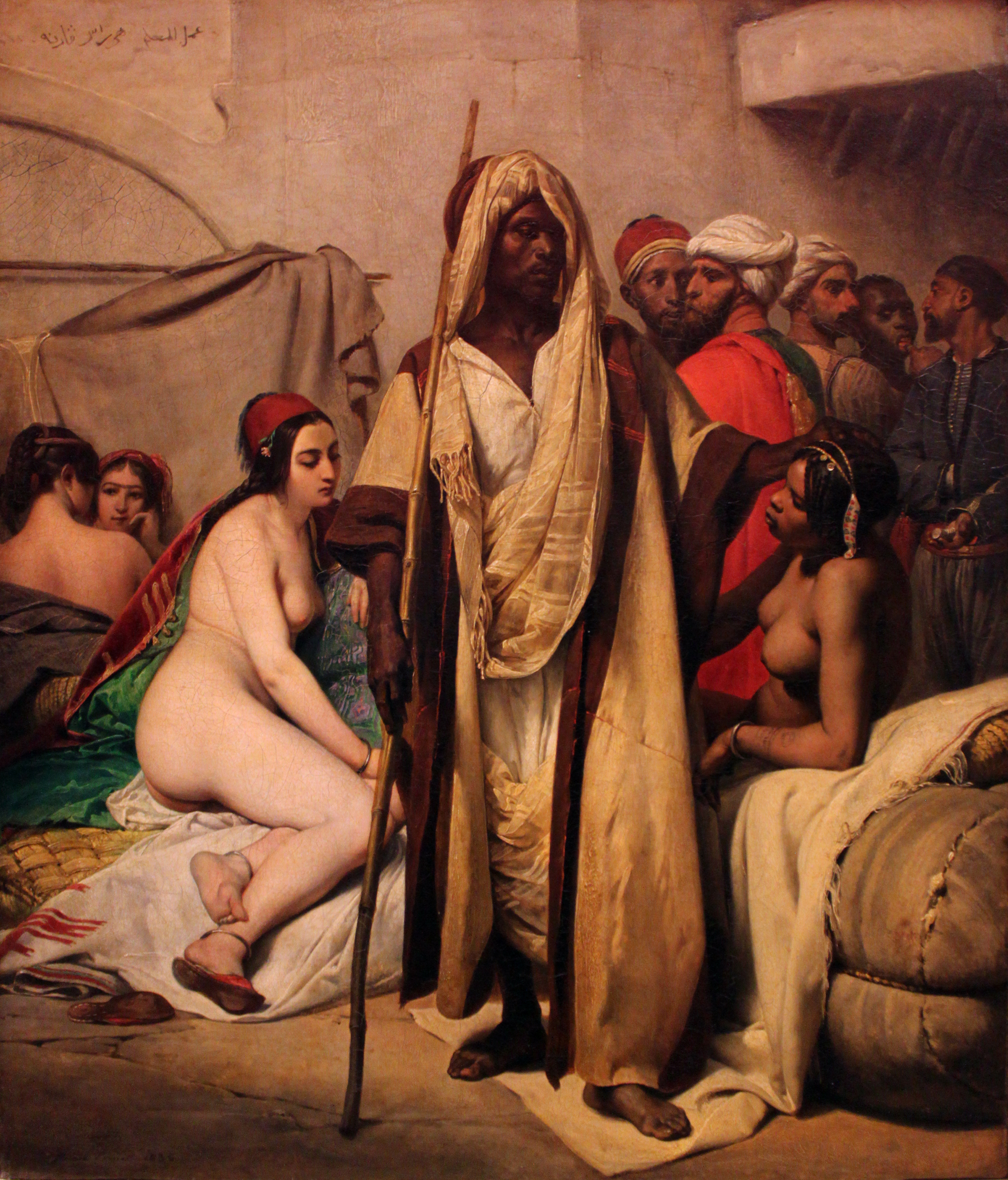
Slavenmarkt (1836)

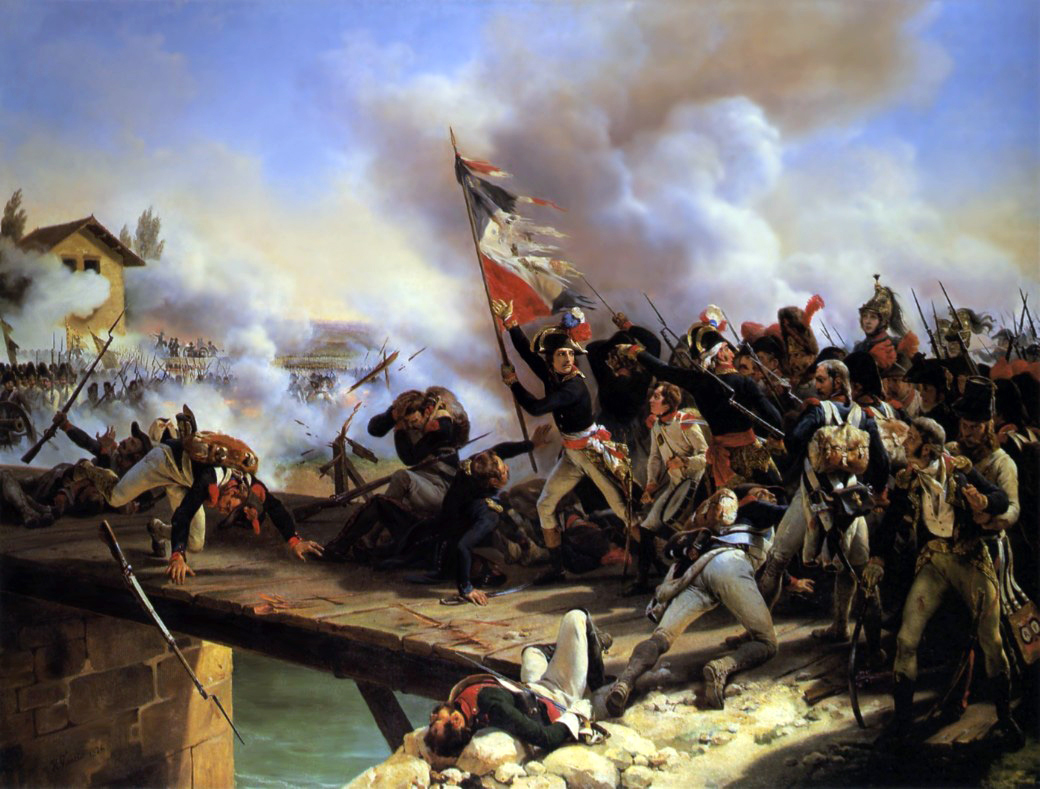
Napoleon tijdens de Slag bij de brug van Arcole, 1796. Schilderij van Horace Vernet uit 1826.

Émile Jean Horace Vernet (Parijs, 30 juni 1789 - aldaar, 17 januari 1863) was een Frans portretschilder, historieschilder, en lithograaf. Hij was met zijn werk een representant van het oriëntalisme in de schilderkunst.

## Levensloop
Vernet werd geboren in het Louvre in Parijs toen zijn ouders daar verbleven tijdens de Franse Revolutie. Vernet leerde schilderen van zijn vader Antoine Charles Horace Vernet en van zijn grootvader Jean-Michel Moreau. Zijn andere grootvader, Claude Joseph Vernet, was eveneens een bekend kunstschilder. Een werkperiode bij de kunstenaar François-Andre Vincent was naar zijn eigen zeggen niet erg vruchtbaar.
Hij ontwikkelde een afkeer van de statigheid van het classicisme en stapte over op een lossere, minder idealiserende manier van weergeven van de Franse soldaat. Voorbeelden hiervan zijn Het paard van de trompettist, De regimentshond en De dood van Poniatowski.
In 1814 was Vernet aanwezig bij de verdediging van de muur van Clichy die onder leiding stond van maarschalk Bon Adrien Jeannot de Moncey. In een schilderij uit 1820, Defense de la barrière Clichy, vereeuwigde hij dit gebeuren.
Vernet werd bekend tijdens de Restauratie vanwege een serie oorlogsschilderijen in opdracht van de hertog van Orleans, de latere koning Lodewijk Filips I. Critici lieten zich bewonderend uit over de snelheid waarmee hij schilderde. Veel schilderijen uit zijn begintijd combineerden een romantisch geschilderd landschap met een historisch accuraat voorval, bijvoorbeeld De slag om Valmy, De slag om Jemappes en De slag om Montmirail. Vernet was in 1839 de eerste die een daguerreotypie maakte van de pont de Marseille.
Gedurende zijn lange loopbaan werd hij geëerd met vele belangrijke opdrachten. Koning Lodewijk Filips was een van zijn belangrijkste afnemers. Zijn schilderijen naar aanleiding van de Algerijnse veroveringen zoals de verovering van Smahla en de verovering van Constantine werden goed ontvangen vanwege hun levensechte weergave van het Franse leger op het hoogtepunt van de slag.
Na de val van de Julimonarchie door de revoluties van 1848 vond Vernet een nieuwe mecenas in Napoleon III, zodat hij gedurende het Tweede Franse Keizerrijk door kon gaan met zijn realistische en makkelijk toegankelijke uitbeeldingen van de Franse krijgsmacht. Hij trok mee met het leger tijdens de Krimoorlog en maakte verschillende werken, waaronder De slag bij Alma, dat echter niet zo goed ontvangen werd als zijn eerdere werk. Een wijdverbreide maar wellicht vervalste anekdote vertelt dat Vernet desgevraagd weigerde een bepaalde generaal uit een schilderij te verwijderen met de bewering dat hij een historieschilder was en de waarheid geen geweld kon aandoen, waarmee dan zijn natuurgetrouwheid onder bewijs gesteld wordt.
Toen hij tweeëntwintig jaar was, trad hij in het huwelijk met Louise Jeanne Pujol. Samen kregen zij meerdere dochters waarvan er een later met de kunstschilder Paul Delaroche zou trouwen.
In 1820 maakte Vernet met zijn vader een studiereis naar Italië. Hij maakte voorts meerdere reizen naar de Oriënt, onder andere naar Caïro, Alexandrië, Syrië (1839-1840) en Algiers (1847-1848). Van 1841 tot 1846 verbleef Vernet in Nederland. Hij had gedurende zijn leven vele leerlingen, waaronder de Nederlander Jozef Israëls, en verder Thomas Barker, Paul-Jean Clays, Jozef Moerenhout, Joseph-Nicolas Robert-Fleury en Antoine Wiertz.
In 1826 werd hij docent aan de Académie des Beaux-Arts in Parijs als opvolger van Jean-Jacques Le Barbier. In 1829 werd hij directeur van de Académie de France in Rome. In 1835 gaf hij deze positie over aan Jean Auguste Dominique Ingres. In 1836 en 1842 bezocht hij Sint-Petersburg en portretteerde daar tsaar Nicolaas I en zijn familie. Aan het einde van zijn leven was Vernet door een ongeval tijdens het paardrijden gehandicapt geraakt en kon hij nauwelijks nog schilderen.

## Keuze uit zijn werk
- 1812: Prise de Glatz (Verovering van Glatz), Gouden medaille van de Salon van Parijs 1812
- 1823: Alan MacAulay
- 1830: Louise Vernet, fille de l'artiste (Louise Vernet, dochter van de kunstenaar), Parijs, Musée du Louvre
- 1836: Slavenmarkt, Alte Nationalgalerie Berlijn
- 1840/43: Juda et Thamar (Juda en Tamar), Dijon, Musée Magnin
- 1845: Prise de la Smala d'Abd El-Kader (Verovering van de Smala van Abd El-Kader), Musée national du château de Versailles et des Trianons
- 1846: Louis-Philippe et ses fils à cheval devant le château de Versailles (Louis-Philppe en zijn zoons te paard voor het kasteel van Versailles), Musée national du château de Versailles et des Trianons
- Ongedateerd: Officier de Highlanders (Officier van de Highlanders), Guéret, Musée
- 1859/60: De Slag bij Solferino, Heeresgeschichtliches Museum, Wenen.

## Galerij

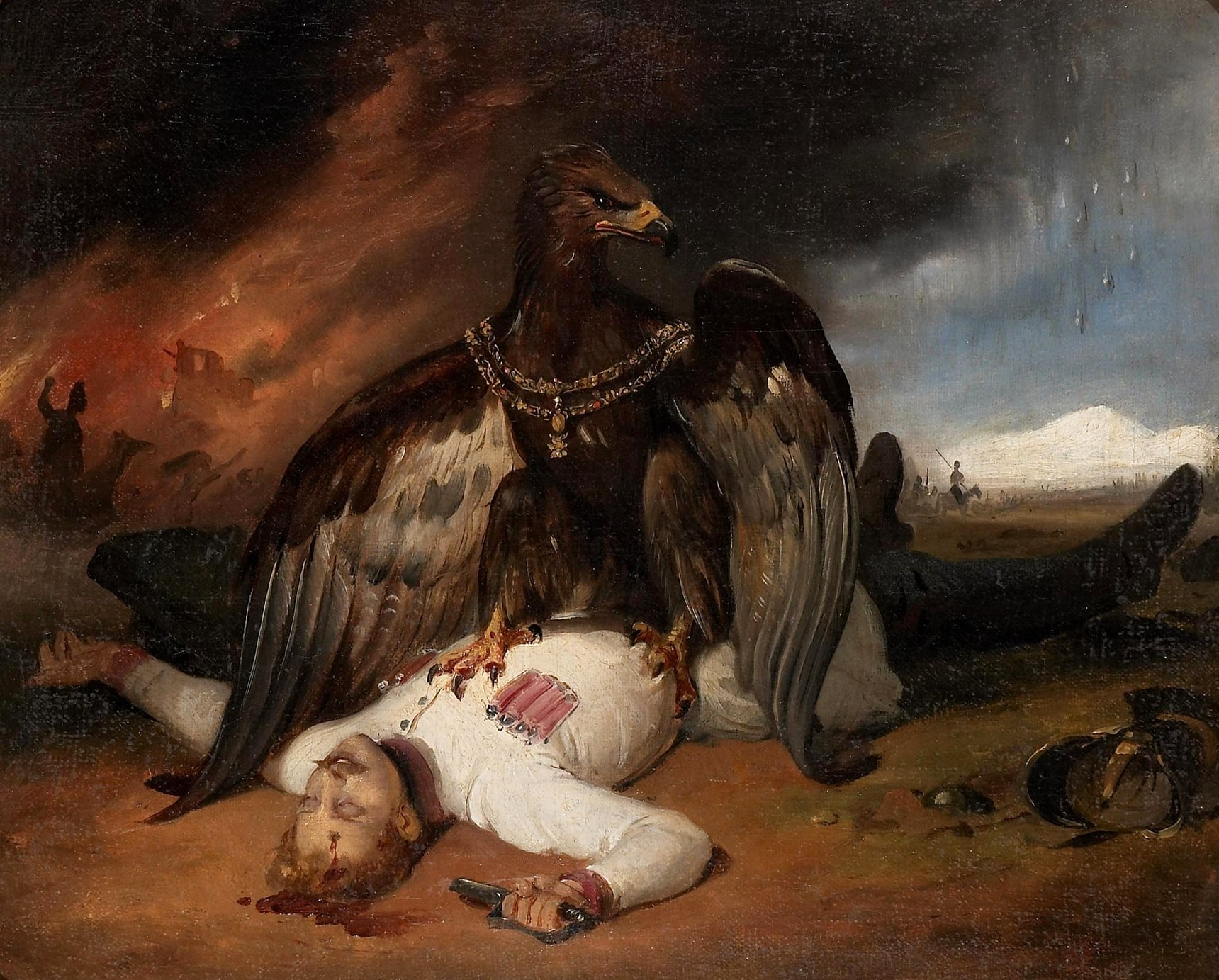
'Poolse Prometheus', 1831
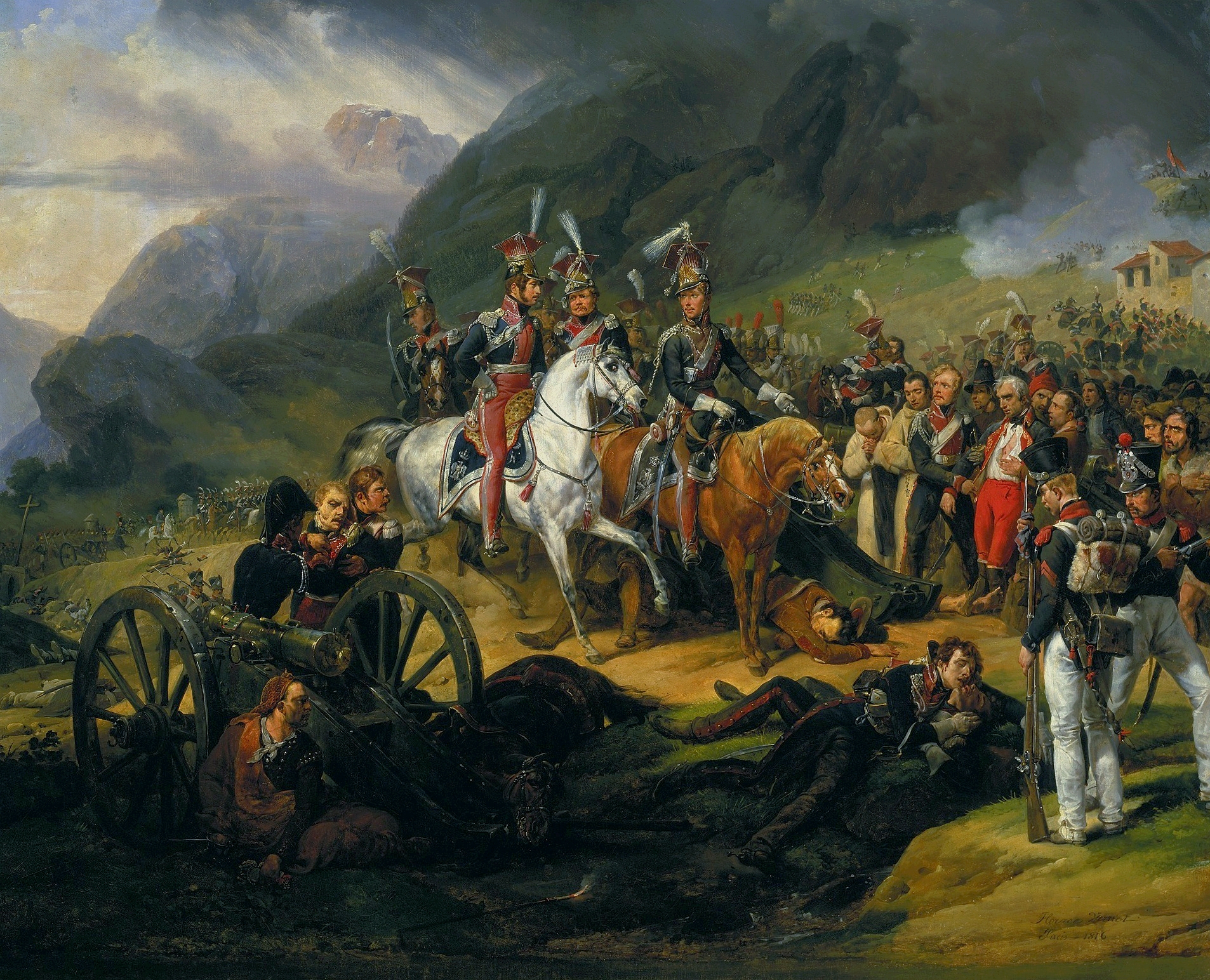
'De slag bij Somosierra', 1815
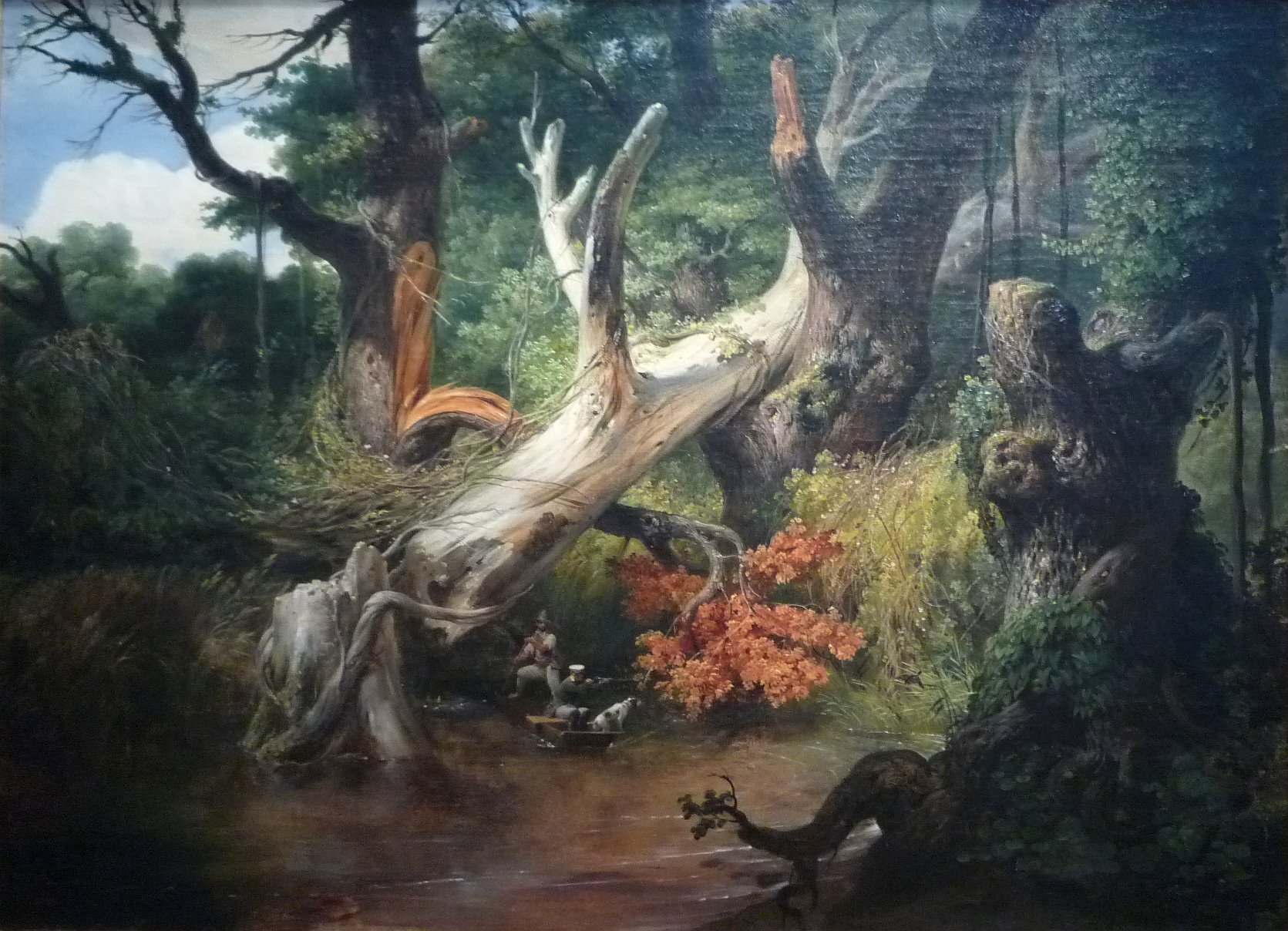
'Jacht in de Pontijnse moerassen', 1833
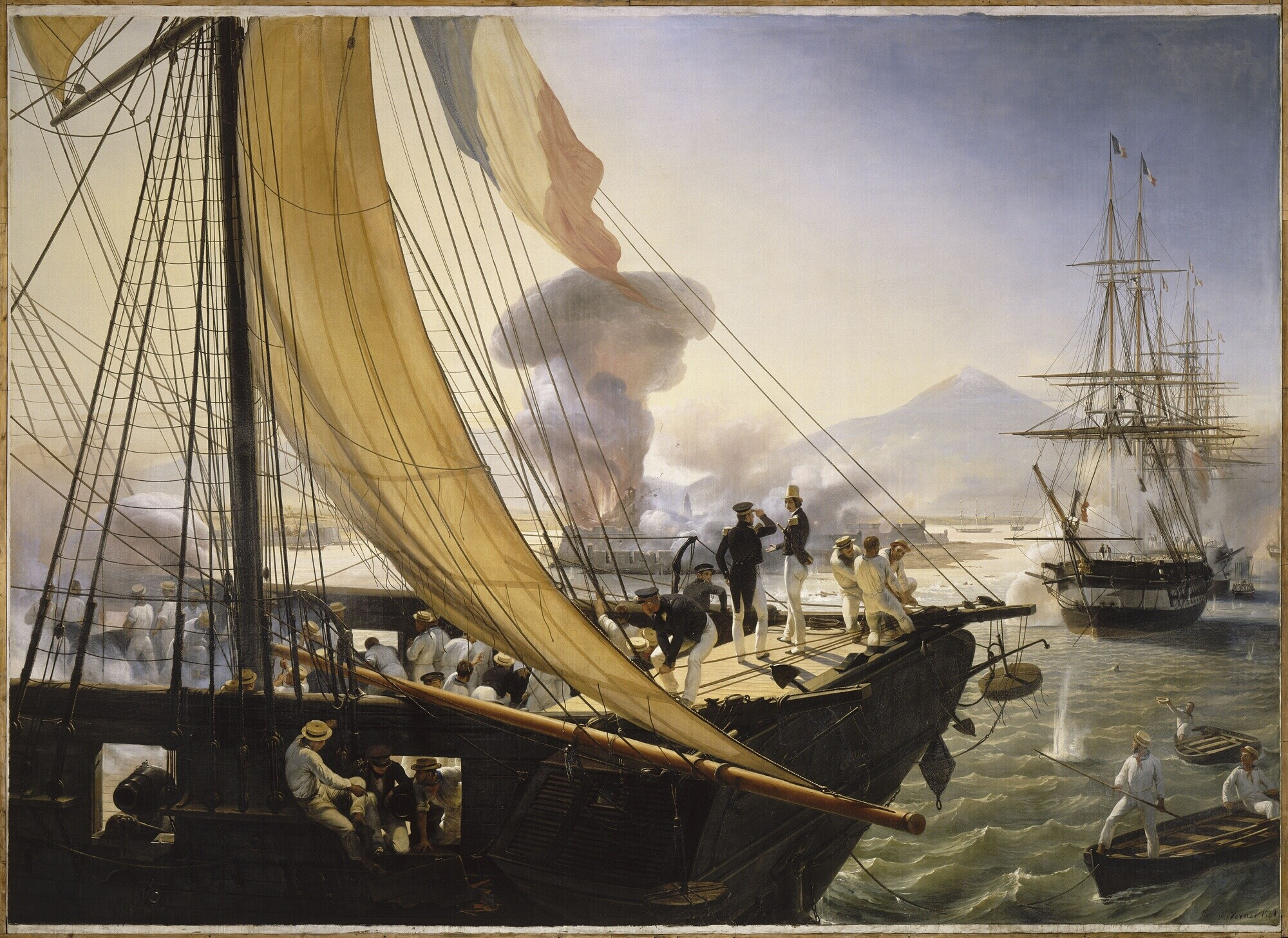
'Scène uit de expeditie naar Mexico in 1838', 1841

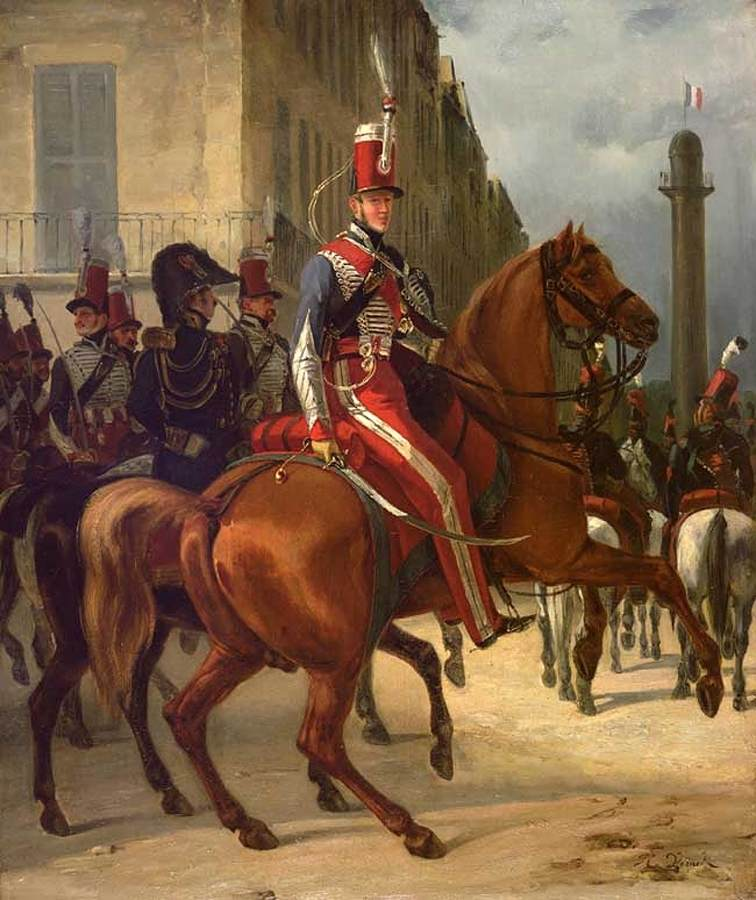
De hertog van Chartres te paard, 1832
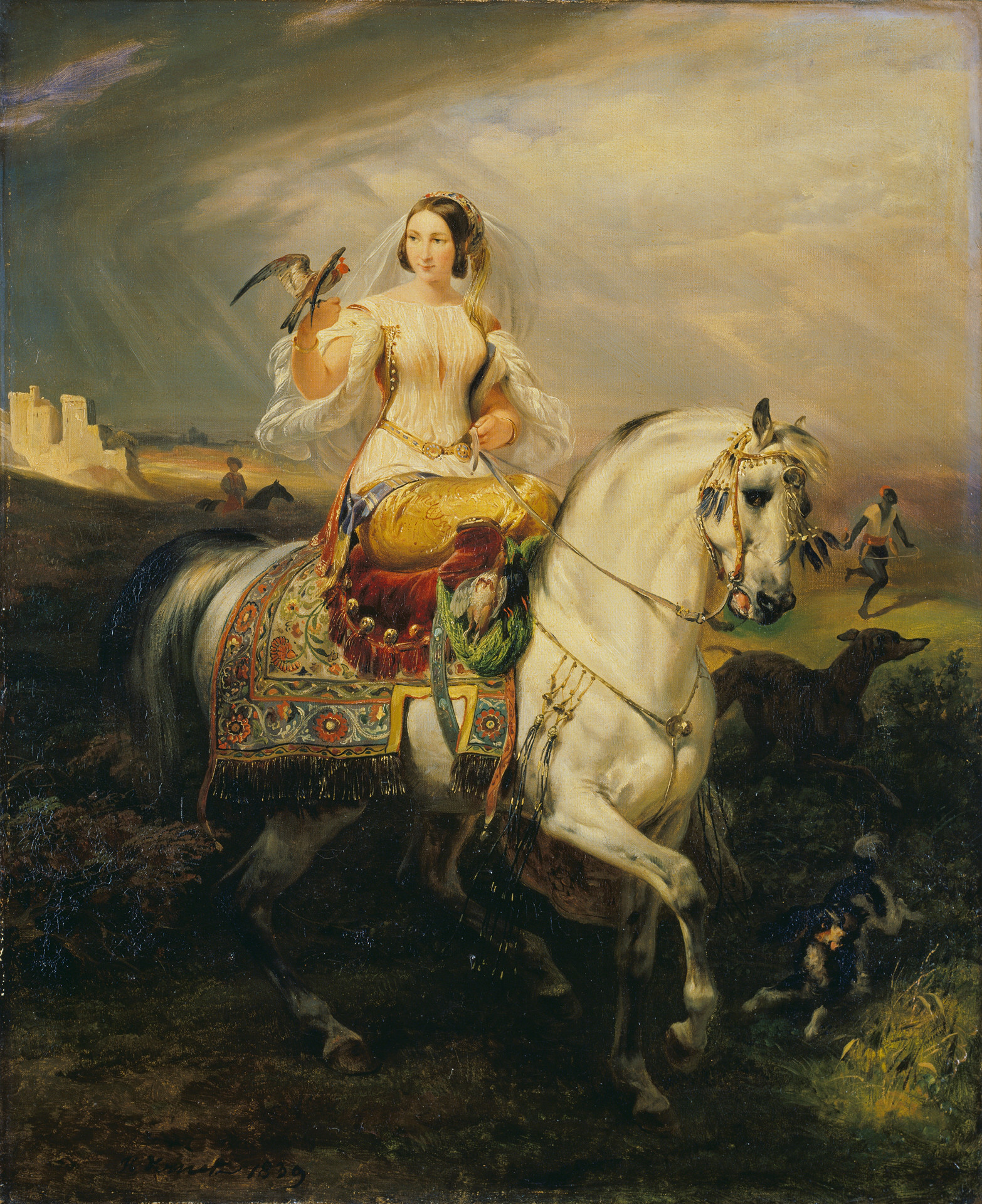
Een Algerijnse dame met valk, 1839
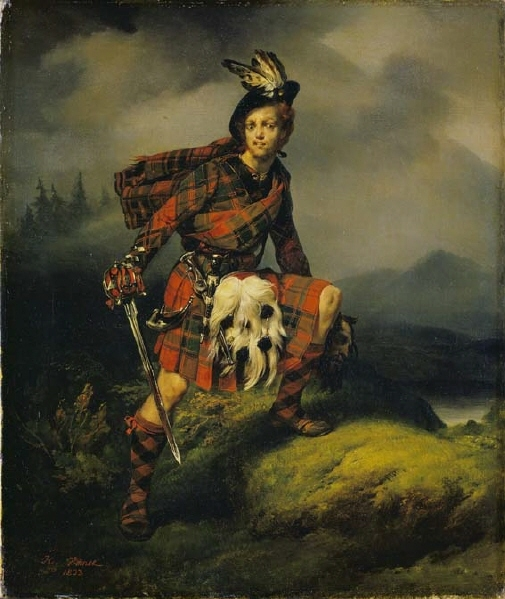
Alan MacAulay, 1823
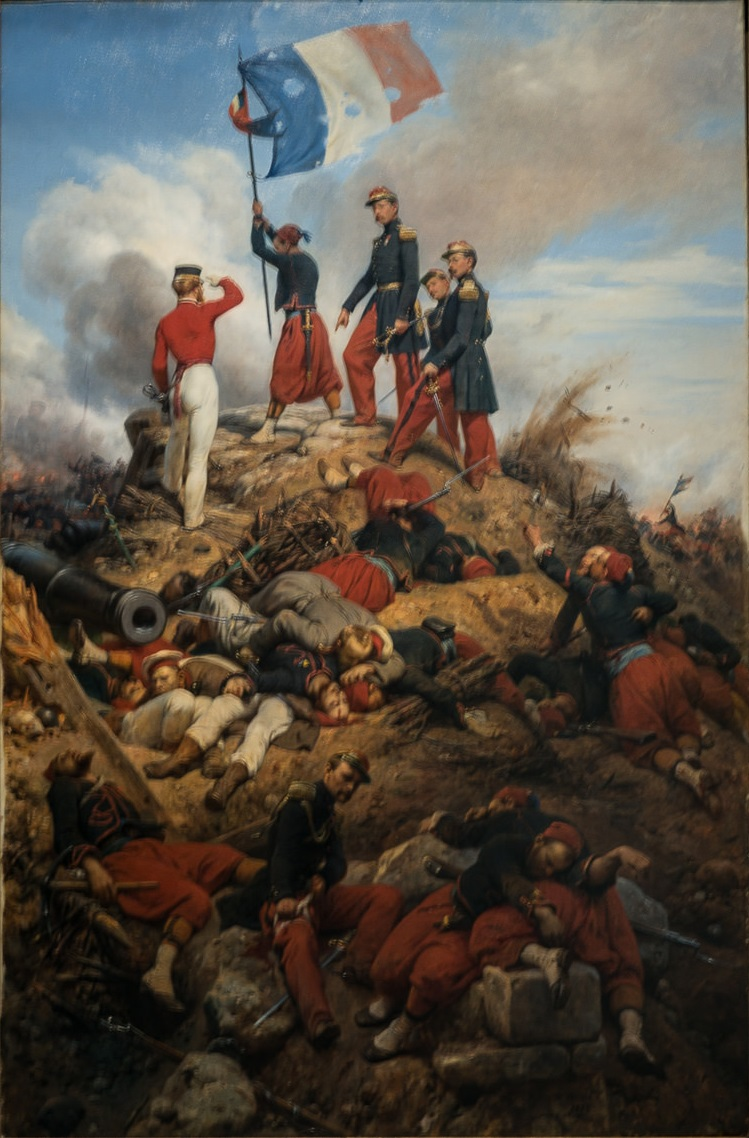
De verovering van fort Malakoff, 1858